# Сибереж
Сибере́ж — село в Україні, у Ріпкинській селищній громаді Чернігівського району Чернігівської області.
До 2020 орган місцевого самоврядування — Сиберізька сільська рада. Сиберізькій сільській раді було підпорядковане село Великі Осняки.
Населення становить 566 осіб.

## Історія
Село входило до складу Роїської сотні Чернігівського полку Гетьманщини до 1781 року.
За даними на 1859 рік у козацькому й власницькому селі Чернігівського повіту Чернігівської губернії мешкало 1076 осіб (597 чоловічої статі та 579 — жіночої), налічувалось 180 дворових господарства, існувала православна церква.
Станом на 1886 у колишньому державному селі Халявинської волості мешкало 1229 осіб налічувалось 209 дворових господарств, існували православна церква, школа, 2 постоялих будинки, 24 вітряних млини, 2 крупорушки, 2 маслобійних заводи.
За переписом 1897 року кількість мешканців зросла до 1553 осіб (757 чоловічої статі та 796 — жіночої), з яких 1537 — православної віри.
12 червня 2020 року, відповідно до розпорядження Кабінету Міністрів України № 730-р «Про визначення адміністративних центрів та затвердження територій територіальних громад Чернігівської області», увійшло до складу Ріпкинської селищної громади.
19 липня 2020 року, в результаті адміністративно - територіальної реформи та ліквідації Ріпкинського району, село увійшло до складу Чернігівського району Чернігівської області.

## Населення

### Мова
Розподіл населення за рідною мовою за даними перепису 2001 року:
| Мова            | Кількість | Відсоток |
| --------------- | --------- | -------- |
| українська      | 554       | 97.88%   |
| російська       | 11        | 1.94%    |
| інші/не вказали | 1         | 0.18%    |
| Усього          | 566       | 100%     |

## Господарство
У селі діють:
- селянське (фермерське) господарство «Світанок». Вид діяльності: розведення великої рогатої худоби.[7]
- селянське (фермерське) господарство «Надія». Вид діяльності: вирощування зернових культур.[8]
- комунальне підприємство «Сиберізьке» Сиберізької сільської ради. Вид діяльності: надання послуг у тваринництві.[9]

## Відомі люди
- Кілочицький Петро Якович — професор Київського національного університету.
- Левчик Валентина Миколаївна — Герой Соціалістичної праці, депутат Верховної Ради УРСР 6-10-го скликань.